# Magdaléna Kačicová
Magdaléna Kačicová (24. října 1952 – 27. prosince 2009) byla slovenská a československá lékařka, po sametové revoluci krátce i politička, poslankyně Sněmovny národů Federálního shromáždění za Verejnosť proti násiliu.

## Biografie
K roku 1990 je profesně uváděna jako pracovnice OÚNZ Senica, bytem Senica.
V lednu 1990 zasedla v rámci procesu kooptací do Federálního shromáždění po sametové revoluci do slovenské části Sněmovny národů (volební obvod č. 97 - Senica, Západoslovenský kraj) jako bezpartijní poslankyně (respektive poslankyně za hnutí Veřejnost proti násilí). Ve Federálním shromáždění setrvala do konce funkčního období, tedy do voleb roku 1990.